# Иванино (Курская область)
Ива́нино — посёлок городского типа в Курчатовском районе Курской области России.
Образует одноимённое муниципальное образование посёлок Иванино со статусом городского поселения как единственный населённый пункт в его составе.

## География
Расположен в центральной части области в 4 км к югу от районного центра, у автодороги Р199 Курск — Льгов — граница с Украиной (на Глухов). Станция Лукашевка на железнодорожной линии Курск — Льгов.

## История

### Дореволюционный период

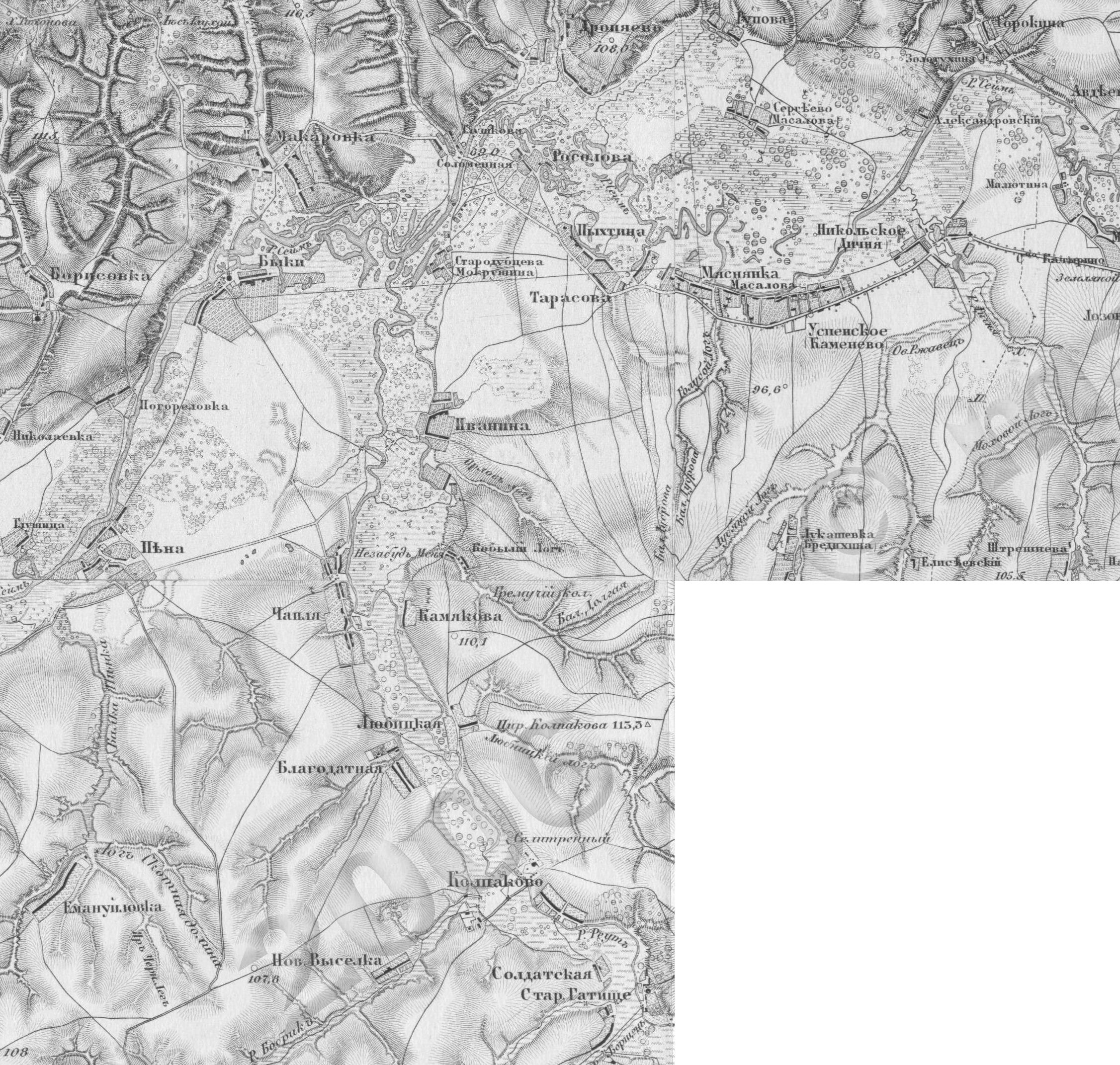
Иванина на карте Льговского уезда

На «Генеральном геометрическом плане города Льгова и его уезда в Курском наместничестве» сочинённом в Курской межевой конторе в 1785 г. показан двумя населёнными пунктами:
- село Ванино
- деревня Ванина

В «Списке населённых мест Курской губернии на 1862 год» значится как Ванина (Иванина) при р. Реут и прудах, деревня казённая и владельческая. Относится к Льговскому уезду 3-му стану Колпаковской волости. Состоит из 82 дворов с населением 924 человека (438 м.п. и 486 ж.п.) и одной мельницы.
В 1866 году была дана концессия на постройку железной дороги от Курска до Киева. Открытие дороги для движения состоялось в 1868 г. от станции Бровары до станции Ворожба и от станции Ворожба до города Курска. Сквозное движение от Курска до Киева началось в 1870 г. Поэтому дата постройки станции Лукашевка вероятно 1866—1868 гг. Основным товаром отгружаемым на станции было зерно.
Параллельно со строительством станции была построена плотина на р. Реут и насосная станция. Насосная станция на паровых машинах подавала на станцию Лукашевка воду для заправки паровозов. Здание и внутреннее оборудование было разрушено в 90-е годы. В настоящее время сохранился только фундамент.

### С 1941 по 1945 годы
Посёлок был освобождён в феврале 1943 года на заключительном этапе Воронежско-Касторненской операции войсками 121-й стрелковой дивизии 60-й Армии Черняховского. В феврале 1943 года в посёлке, в центральной его части, произведено братское захоронение бойцов Красной армии. Первоначально на данном месте было братское захоронение солдат вермахта. В 1953 году в братскую могилу перезахоронили из близлежащих населённых пунктов ещё ряд бойцов Красной армии. В их числе был капитан Антипов Михаил Яковлевич (уроженец 1903 года, город Колпино Ленинградской области, кадровый военный, погиб 12.02.1943 г. д. Мяснянкино), замполит 383-го стрелкового полка 121-й стрелковой дивизии. В 1964 году на братской могиле установлен памятник работы А. С. Кузьмина Также осуществлялись перезахоронения в 1990, 1991 и 2016 годах. Всего в братской могиле покоятся останки 64 человек.
Решением Курчатовского райисполкома № 208 от 20.12.1988 года над захоронением шефствуют Иванинский поселковый совет и Иванинская средняя школа.

### Послевоенный период
В 1970-х годах в связи со строительством Курской АЭС в посёлке была образована колония-поселение № 8.
Статус посёлка городского типа — с 1981 года.

## Население
| 1959  | 1989  | 2002  | 2009  | 2010  | 2012  | 2013  | 2014  | 2015  |
| ----- | ----- | ----- | ----- | ----- | ----- | ----- | ----- | ----- |
| 2298  | ↗2792 | ↘2387 | ↘2169 | ↗2427 | ↗2452 | ↗2532 | ↗2594 | ↗2620 |
| 2016  | 2017  | 2018  | 2019  | 2020  | 2021  |       |       |       |
| ↗2684 | ↗2697 | ↘2647 | ↘2608 | ↘2552 | ↘2268 |       |       |       |

## Экономика
- Птицефабрика (закрыта в 2000-х)
- Нефтебаза (закрыта в 2000-х)
- Типография (закрыта в 1990-х)

## Культура
До революции 1917 года в посёлке было два учебных заведения — народное училище и церковно-приходская школа. Здание народного училища, позже переоборудованное в стационар и хирургическое отделение Иванинской ЦРБ, а также сад и спортплощадка училища располагались по левую сторону нынешней дороги Иванино — Льгов.
В 80-е годы в посёлке функционировала школа-интернат. Она располагалась в здании бывшей администрации Иванинского района.

### Иванинская средняя школа
В 1900 году в Иванино было открыто народное училище, курс обучения в котором составлял четыре года. Обучение вели один учитель и один законоучитель. Осенью на обучение было принято 65 детей, из них 57 мальчиков и 8 девочек. На следующий учебный год количество девочек увеличилось до 22. В 1906—1907 учебном году было набрано уже 112 учеников.
- В 1927 г. — открыта образцовая начальная трудовая школа.
- В 1929 г. — реорганизована в семилетнюю школу
- В 1931 г. — реорганизована в школу колхозной молодёжи
- В 1936 г. — преобразована в среднюю школу.
- В 1943 г. — стала функционировать семилетняя школа.
- В 1949 г. — снова преобразована в среднюю.
- В 1959 г. — введено в строй новое трёхэтажное типовое здание школы, которое уже через 10 лет оказалось тесным.
- В 1963 г. — в школе введено производственное обучение.

Школа обслуживала и продолжает обслуживать несколько населённых пунктов — посёлок
Иванино, деревни Дружная и Комякино, а также село Любицкое. 28 марта 1969 года за большую работу по воспитанию школьников Иванинской средней школе присвоено имя 50-летия Ленинского комсомола.
В 1997 году Иванинская средняя школа и детский сад «Рябинушка» были реорганизованы в Иванинскую общеобразовательную среднюю школу.

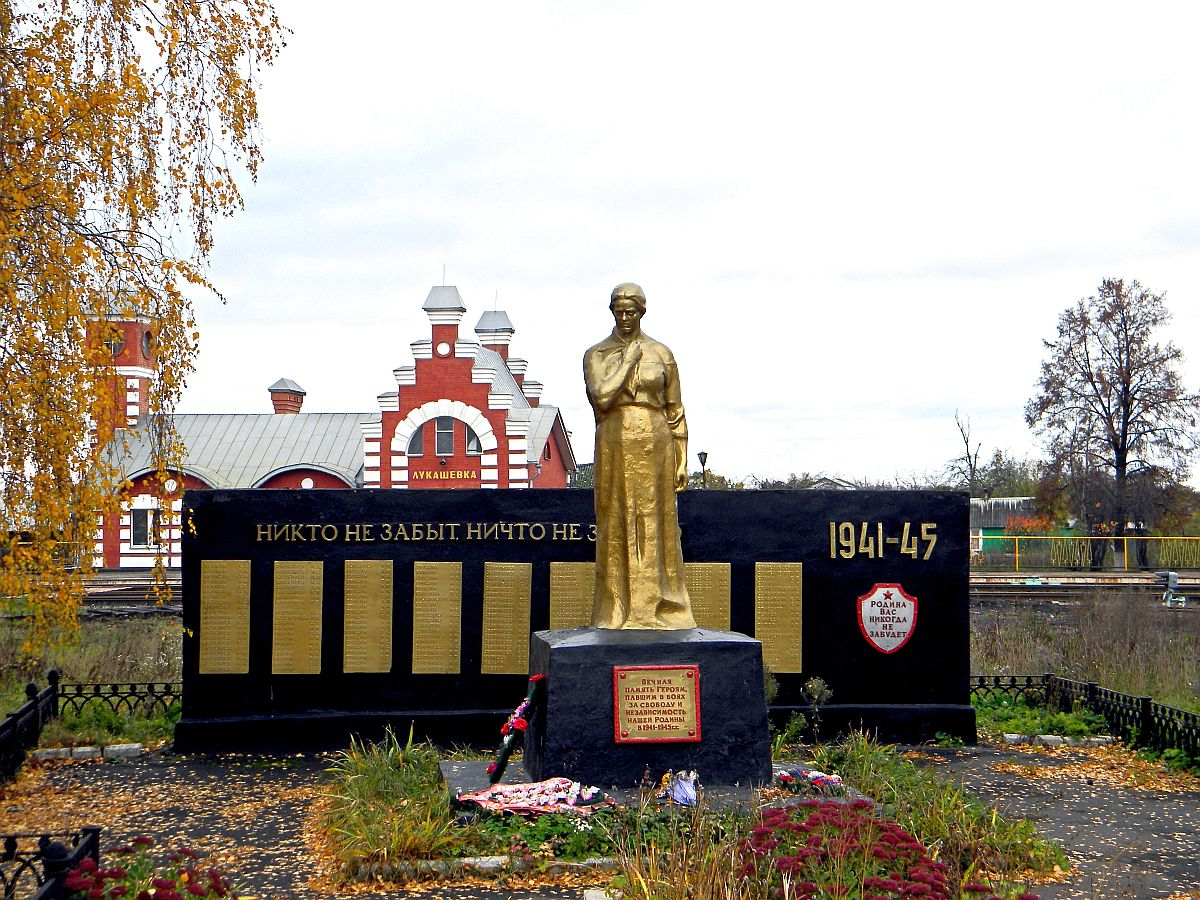

Среди выпускников школы — Башкиров В. Ф. — генерал-майор авиации, Герой Советского Союза

## Достопримечательности
- Скульптура «памятник Антипову» на братской могиле.
- Скульптура «Скорбящая мать».